# 昆虫皇帝
『昆虫皇帝』（こんちゅうこうてい）は、松本零士による日本の漫画作品。1978年1月号から1979年12月号にかけて、雑誌『奇想天外』（奇想天外社）で連載された。

## 概要
地球人の父ムクキと、恒星間飛行士の母ライザの間に生まれた女性ムクキ・ライザが、変態を繰り返しながら、様々な知的生命体と関わる様子を描く。主人公の目を通した一人称のモノローグで物語が進行するため、読者が受け取る情報も限定的である。
自分の存在意義を求めながら、果てしない時の流れを生きるムクキ・ライザの輪廻のドラマを予感させたが、意味ありげな伏線は回収されずに終了。奇想天外社から発売されたコミックスでは「第一部・完」とされていたが、続きが描かれることはなかった。

## あらすじ
宇宙船の故障で未知の惑星へ不時着した長寿族の女性飛行士ライザは、大型昆虫に襲われたところを地球人の男性ムクキに助けられる。自分たちの血筋を遺すために子供を作ろうと、ムクキは彼女に性交を迫るが、ライザはそれを拒絶。妊娠、出産は自分の死に繋がるからだ。しかし宇宙船に通い続けるムクキの熱意に負けたライザは、彼と遂に性交を遂げて妊娠してしまう。
ライザが受精して9か月以上が過ぎた頃、狩りから戻って来たムクキは産声をあげる双子の新生児と、その傍らで白骨化したライザの遺体を見つけて慟哭する。双子は父親を生きたまま喰らい、繭になって母親に似た美女へ変態を果たす。両親の名前をとって生誕したムクキ・ライザは双子の姉妹と対峙し、自分が2人も存在する必要はないと、もう1人の自分を殺した。
ムクキ・ライザは、自分に生殖の相手がいないことに思い当たり、このまま1人で命尽きるのかと恐怖に駆られた。空を見上げ続けた長い歳月の果てに、恒星間宇宙船が墜落して来る。やがて霞の向こうに現れたメールと名乗る男性と愛し合い、夜明けと共に彼の姿は完全に消えてしまう。宇宙船の墜落現場を見ると、そこは搭乗員の生存など望めない酷い惨状だった。総ては自分の孤独が生んだ妄想だったのかとムクキ・ライザは考えたが、昨夜の性交中、性器内にメールの熱い射精を感じた証拠に、胎内には新しい命が宿っていたのだった。
また幾ばくかの年月を経て、ムクキ・ライザの記憶を持つ女性がアパートの四畳半部屋で目覚めた。小説家志望の男性は、彼女をジュンという名前で呼んでいる。ジュンことムクキ・ライザは男が眠っている間に、彼が書いたつまらないSF小説の原稿を大幅に書き直した。結果的にそれは大ベストセラーになり、有名作家になった男は豪邸を建てた。しかしムクキ・ライザは部屋に侵入してきた暴行魔を殺害し、遺体をバラバラにした罪で刑務所に収監されてしまう。
22年もの長い懲役を終えて出所したムクキ・ライザは、近未来都市のように煌びやかな街並みを見ながら、今や首相に出世した元・同棲相手の男を訪ねた。外見が全く変わらない彼女に驚きつつも、中年太りした彼は泣きながらジュンとの再会を喜ぶ。首相暗殺のクーデターの渦中、ムクキ・ライザは怯える彼を連れて空を飛んだ。長い年月の中で元の姿になった彼女の背中には昆虫の羽根が生えていたのだ。密林の奥地で長い隠遁生活を送る中ですっかり老人となった彼は、釣りから帰ってくると巨大な蛹を見つけて呆然となる。ムクキ・ライザは一体どうなったのか……？

## 登場人物
ムクキ・ライザ
本作の主人公。昆虫惑星の環境に順応して産まれたため、父親を食べて繭となり、母親に似た美女に変態。羽化してすぐに、自分そっくりの双子の姉妹を殺した。両親の記憶を受け継いでいることから、父と母の顔と名前、2人の出会い、母の受胎などを総て知っている。惑星で唯一の人型生命体となって過ごす中で、両親の性交の記憶を反芻しながら、自分には生殖の相手がいないことに気付いて不安を抱く。やがて星に墜落した宇宙船に乗っていた異星人の男と邂逅。まるで実体がないような彼と性交を果たして子を宿す。
後にムクキ・ライザの記憶を持ったままジュンという名の女性に生まれ変わり、SF作家志望の男と関って、彼に愛情と信頼を抱くようになる。何十年もの歳月が過ぎても、歳をとらず容姿が変わらない。
ライザ
恒星間飛行士の女性パイロット。志願して母星を離れ、長年宇宙を飛び続けていたが、宇宙船の故障で昆虫だらけの惑星に不時着。そこで地球人の男性ムクキと出会う。金色の瞳と3000年以上の寿命を持つ種族の人間だが、ムクキと性交を行なって受精したことから、性器の構造と染色体は地球人のそれと同一と見られる。
分娩で3000年分の生命エネルギーを瞬時に使い果たすため、妊娠の可能性がある性交を拒み続けたが、荒々しいムクキが嫌いなわけではなかった。双子を出産した直後、急速に老いて白骨化した。彼女が産んだ子は環境に適応して、変異する特性を持つために、昆虫に似た生体となった双子は父親を食べて繭になった。
ムクキ
大型昆虫に襲われたライザを助けた地球人の成人男性。ライザよりも先に、昆虫だらけの惑星に来ていたが、その経緯は不明。ライザに拒絶されようとも、彼女に子供を産ませようと欲望と性欲をたぎらせて通い続けた。生き抜く力にあふれた逞しい男であり、野蛮で粗暴なところにライザも内心では惹かれていた。
願望通りライザを妊娠させてからは、狩りで食料を得ながら彼女を守っていたが、ライザが命と引き換えに産んだ双子を背負っている最中、自分の子供たちに喰われてしまう。
メール
ムクキ・ライザの星に墜落した宇宙船の搭乗員らしき男性。霧の向こう側にいるような、ぼんやり霞んだ姿は細身のヒト型をしており、傍に近づいても顔が見えない。墜落した彼の宇宙船は、生存者がいたとは思えないほど粉々に大破していた描写と、日の出とともに姿を消した点から、事故死した男の霊のような描かれ方をしている。性交時に抱き合った身体には感触と体温があり、ムクキ・ライザは彼が体内で射精した時、温かい精液を放出したと語っている。
小説家志望の男
ジュンという名の女性に生まれ変わったムクキ・ライザの同棲相手。安アパートの四畳半部屋で冴えないSF小説を書きながら、作家になることを夢見ているヤクザな風体の男性。ジュンことムクキ・ライザが気まぐれで加筆した小説が売れて、ベストセラー作家になった男は22年後に一国の首相に出世していた。クーデターで命を狙われていることに怯え、ジュンに連れられて逃亡したジャングルで老人となるが、年老いても性欲は衰えずに彼女と性行為を続けている。
眼鏡の男
首相官邸から逃亡した2人を追っていた背の低い男性。外見は松本零士作品でお馴染みの大山トチローに酷似する。ムクキ・ライザが変態した大きな蛹を前に呆然とする元・首相の前に現れ、人類の救世主と名乗った。ムクキ・ライザの情報を持っているらしいが、その詳細も彼の素性も明かされないまま終了している。

## 書誌情報
- 奇想天外コミックス（奇想天外社）1979年12月15日初版発行
- サンコミックス（朝日ソノラマ）1984年12月15日初版発行

## 関連作品
- 元祖大四畳半大物語 –ヤクザのジュリーと情婦のジュンが登場する四畳半もので、松本零士の代表作のひとつ。
- 恐竜荘物語 – 『元祖大四畳半大物語』のスピンオフ作品。SF小説家を目指すヤクザのジュリーが主人公。